# Myzocallis tissoti
Myzocallis tissoti är en insektsart som beskrevs av Quednau och G. Remaudière 1987. Myzocallis tissoti ingår i släktet Myzocallis och familjen långrörsbladlöss. Inga underarter finns listade i Catalogue of Life.